# 1976年のスポーツ
- 年度別スポーツ記事一覧

1976年のスポーツでは、1976年（昭和51年）のスポーツ関連の出来事についてまとめる。
1976年前後：1975年のスポーツ - 1976年のスポーツ - 1977年のスポーツ

## できごと
- 1月30日 - 第1回東京世界バレエ・コンクール開催
- 2月4日～15日 - 第12回インスブルックオリンピック開催
- 2月17日 - 輪島功一が柳済斗に勝利し、新王者に[1]。
- 7月17日～8月1日 - 第21回モントリオールオリンピック開催
  - 7月18日 - 体操競技でルーマニアのナディア・コマネチが初の10点満点
- 7月24日 - アジア競技連盟評議員会が中東問題が解決しない限り、イスラエルのアジア競技大会参加を辞退させることを決議
- 10月9日 - ロイヤル小林がジュニアフェザー級の新王者に
- 10月10日 - 具志堅用高がWBA世界ライトフライ級王者を奪取（後年、13回連続防衛の日本記録も樹立）。2日続けてボクシング世界王者が誕生した。
- 10月11日 - 読売ジャイアンツの王貞治、715号本塁打を放ち、ベーブ・ルースの記録を破る
- 10月23日 - 南アフリカ・ヨハネスブルグで初めて非白人と白人の人種混合陸上競技会開催

## 総合競技大会
- 第12回インスブルックオリンピック（2月4日～15日） - 日本の獲得メダル:なし

| 第12回インスブルックオリンピック       | 第12回インスブルックオリンピック | 第12回インスブルックオリンピック | 第12回インスブルックオリンピック | 第12回インスブルックオリンピック | 第12回インスブルックオリンピック |
| 順位                                   | 国・地域名                       | 金                               | 銀                               | 銅                               | 計                               |
| -------------------------------------- | -------------------------------- | -------------------------------- | -------------------------------- | -------------------------------- | -------------------------------- |
| 1                                      | ソビエト連邦                     | 13                               | 6                                | 8                                | 27                               |
| 2                                      | 東ドイツ                         | 7                                | 5                                | 7                                | 19                               |
| 3                                      | アメリカ                         | 3                                | 3                                | 4                                | 10                               |
| 4                                      | ノルウェー                       | 3                                | 3                                | 1                                | 7                                |
| 5                                      | 西ドイツ                         | 2                                | 5                                | 3                                | 10                               |
| 6                                      | フィンランド                     | 2                                | 4                                | 1                                | 7                                |
| 7                                      | オーストリア                     | 2                                | 2                                | 2                                | 6                                |
| 8                                      | スイス                           | 1                                | 3                                | 1                                | 5                                |
| 9                                      | オランダ                         | 1                                | 2                                | 3                                | 6                                |
| 10                                     | イタリア                         | 1                                | 2                                | 1                                | 4                                |
| 詳細はインスブルックオリンピックを参照 |                                  |                                  |                                  |                                  |                                  |

- 第1回エンシェルツヴィークパラリンピック（2月23日～28日） - 日本の獲得メダル:なし
- 第21回モントリオールオリンピック（7月17日～8月1日）

| 第21回モントリオールオリンピック       | 第21回モントリオールオリンピック | 第21回モントリオールオリンピック | 第21回モントリオールオリンピック | 第21回モントリオールオリンピック | 第21回モントリオールオリンピック |
| 順位                                   | 国・地域名                       | 金                               | 銀                               | 銅                               | 計                               |
| -------------------------------------- | -------------------------------- | -------------------------------- | -------------------------------- | -------------------------------- | -------------------------------- |
| 1                                      | ソビエト連邦                     | 49                               | 41                               | 35                               | 125                              |
| 2                                      | 東ドイツ                         | 40                               | 25                               | 25                               | 90                               |
| 3                                      | アメリカ                         | 34                               | 35                               | 25                               | 94                               |
| 4                                      | 西ドイツ                         | 10                               | 12                               | 17                               | 39                               |
| 5                                      | 日本                             | 9                                | 6                                | 10                               | 25                               |
| 6                                      | ポーランド                       | 7                                | 6                                | 13                               | 26                               |
| 7                                      | ブルガリア                       | 6                                | 9                                | 7                                | 22                               |
| 8                                      | キューバ                         | 6                                | 4                                | 3                                | 13                               |
| 9                                      | ルーマニア                       | 4                                | 9                                | 14                               | 27                               |
| 10                                     | ハンガリー                       | 4                                | 5                                | 13                               | 22                               |
| 詳細はモントリオールオリンピックを参照 |                                  |                                  |                                  |                                  |                                  |

- 第5回アーネムパラリンピック（8月3日～11日） - 日本の獲得メダル:金10、銀6、銅3
- 第31回若楠国体（冬季スケート - 栃木県・1月25日～28日、冬季スキー - 富山県・2月14日～17日、夏季 - 佐賀県・9月19日～29日、秋季 - 佐賀県・10月24日～29日）
天皇杯順位:優勝 佐賀県、第2位 東京都、第3位 埼玉県
皇后杯順位:優勝 東京都、第2位 佐賀県、第3位 鹿児島県

## アイスホッケー
- スタンレーカップ決勝（1975-1976シーズン）
モントリオール・カナディアンズ （4戦全勝） フィラデルフィア・フライヤーズ

## アメリカンフットボール
- 第10回スーパーボウル（1月18日）
ピッツバーグ・スティーラーズ(AFC) 21-17 ダラス・カウボーイズ(NFC)

## ゴルフ

### 世界4大大会（男子）
- マスターズ優勝者：レイモンド・フロイド（アメリカ）
- 全米オープン優勝者：ジェリー・ペイト（アメリカ）
- 全英オープン優勝者：ジョニー・ミラー（アメリカ）
- 全米プロゴルフ優勝者：デーブ・ストックトン（アメリカ）

## サッカー
- 第55回天皇杯全日本サッカー選手権大会決勝
  - 日立製作所 2-0 フジタ工業
- 日本サッカーリーグ
  - 1部優勝：古河電気工業
  - 2部優勝：富士通

## 自転車競技

### ロードレース
- 第59回ジロ・デ・イタリア
総合優勝：フェリーチェ・ジモンディ（イタリア）
- 第63回ツール・ド・フランス
総合優勝：ルシアン・ファンインプ（ベルギー）
- 第31回ブエルタ・ア・エスパーニャ
総合優勝：ホセ・ペサロドーナ（スペイン）

## テニス

### グランドスラム
- 全豪オープン　男子単優勝：マーク・エドモンドソン（オーストラリア）、女子単優勝：イボンヌ・グーラゴング（オーストラリア）
- 全仏オープン　男子単優勝：アドリアーノ・パナッタ（イタリア）、女子単優勝：スー・バーカー（イギリス）
- ウィンブルドン　男子単優勝：ビョルン・ボルグ（スウェーデン）、女子単優勝：クリス・エバート（アメリカ）
- 全米オープン　男子単優勝：ジミー・コナーズ（アメリカ）、女子単優勝：クリス・エバート（アメリカ）

全豪オープンは、この年までは現在のような1月開催だった。しかし翌1977年に1月と12月の2回開催される。ウィンブルドン選手権で、ボルグの大会「5連覇」がこの年から始まった。

## バスケットボール
- NBAファイナル（1975-1976シーズン）
ボストン・セルティックス（東） （4勝2敗） フェニックス・サンズ（西）

## ボクシング
- 輪島功一が柳済斗に勝利し、新王者に（Jミドル級）
- ロイヤル小林がリアスコに勝利し、新王者に（Jフェザー級）
- 具志堅用高がファン・グスマンに勝利し、新王者に（Jフライ級）

## ラグビー
- 第13回日本ラグビーフットボール選手権大会（国立霞ヶ丘競技場陸上競技場・1月15日）
明治大学 37-12 三菱自動車工業京都

## 誕生
- 1月1日 - 成田郁久美（北海道、バレーボール）
- 1月7日 - 金開山龍（長崎県、相撲）
- 1月7日 - エリック・ガニエ（カナダ、野球）
- 1月7日 - アルフォンソ・ソリアーノ（ドミニカ共和国、野球）
- 1月10日 - レミー・ボンヤスキー（オランダ、格闘家）
- 1月12日 - ミノワマン（岐阜県、格闘家）
- 1月12日 - 幸英明（鹿児島県、競馬）
- 1月17日 - 安壮富士清也（青森県、相撲）
- 1月27日 - 安貞桓（韓国、サッカー）
- 2月2日 - ドラゴン・キッド（愛知県、プロレス）
- 2月4日 - 伏見俊昭（福島県、競輪）
- 2月7日 - 奥大介（兵庫県、サッカー）
- 2月9日 - ブラディミール・ゲレーロ（ドミニカ共和国、野球）
- 2月9日 - 高須洋介（佐賀県、野球）
- 2月10日 - ランス・バークマン（アメリカ、野球）
- 2月11日 - リカルド・ペレイラ（ポルトガル、サッカー）
- 2月15日 - シリル・アビディ（フランス、キックボクシング）
- 3月1日 - バレリオ・ベルミリオ（イタリア、バレーボール）
- 3月5日 - 瓜生正義（福岡県、競艇）
- 3月5日 - ポール・コネルコ（アメリカ、野球）
- 3月18日 - 大家友和（京都府、野球）
- 3月18日 - 佐伯美穂（アメリカ、テニス）
- 3月24日 - ペイトン・マニング（アメリカ、アメリカンフットボール）
- 3月28日 - 青木治親（群馬県、オートレース）
- 3月29日 - ジェニファー・カプリアティ（アメリカ、テニス）
- 4月1日 - クラレンス・セードルフ（スリナム→オランダ、サッカー）
- 4月3日 - 小倉竜二（徳島県、競輪）
- 4月10日 - 赤星憲広（愛知県、野球）
- 4月11日 - 琴光喜啓司（愛知県、相撲）
- 4月15日 - 楢﨑正剛（奈良県、サッカー）
- 4月20日 - シェイ・ギヴン（アイルランド、サッカー）
- 4月25日 - ティム・ダンカン（アメリカ、バスケットボール）
- 4月29日 - 千代大海龍二（大分県、相撲）
- 4月29日 - 二岡智宏（広島県、野球）
- 5月7日 - ダニエル・ジェンガ（ケニア、マラソン）
- 5月9日 - 英智（岐阜県、野球）
- 5月12日 - 高見盛精彦（青森県、相撲）
- 5月19日 - ケビン・ガーネット（アメリカ、バスケットボール）
- 5月20日 - 里崎智也（徳島県、野球）
- 5月21日 - 武州山隆士（青森県、相撲）
- 5月23日 - 阿武教子（山口県、柔道）
- 6月1日 - サブロー（岡山県、野球）
- 6月2日 - アントニオ・ホドリゴ・ノゲイラ（ブラジル、格闘家）
- 6月5日 - 鈴木隆行（茨城県、サッカー）
- 6月8日 - 城島健司（長崎県、野球）
- 6月8日 - リンゼイ・ダベンポート（アメリカ、テニス）
- 6月9日 - 十文字友和（青森県、相撲）
- 6月10日 - フレディ・ガルシア（ベネズエラ、野球）
- 6月10日 - 一の谷崇帥（青森県、相撲）
- 6月11日 - 土佐礼子（愛媛県、マラソン）
- 6月12日 - 里谷多英（北海道、フリースタイル・スキー）
- 6月16日 - 嶋重宣（埼玉県、野球）
- 6月18日 - 久保竜彦（福岡県、サッカー）
- 6月18日 - 西澤明訓（静岡県、サッカー）
- 6月18日 - 隆の鶴伸一（鹿児島県、相撲）
- 6月23日 - パトリック・ヴィエラ（フランス、サッカー）
- 6月28日 - 浅越しのぶ（兵庫県、テニス）
- 7月1日 - パトリック・クライファート（オランダ、サッカー）
- 7月1日 - ルート・ファン・ニステルローイ（オランダ、サッカー）
- 7月3日 - ヴァンダレイ・シウバ（ブラジル、格闘家）
- 7月4日 - 加藤大治郎（埼玉県、オートバイレーサー、+2003年）
- 7月10日 - 若の里忍（青森県、相撲）
- 7月11日 - 相川亮二（千葉県、野球）
- 7月18日 - 千葉真子（京都府、マラソン）
- 7月25日 - 西岡利晃（兵庫県、ボクシング）
- 7月27日 - 金城龍彦（大阪府、野球）
- 8月1日 - ヌワンコ・カヌ（ナイジェリア、サッカー）
- 8月4日 - 福盛和男（宮崎県、野球）
- 8月23日 - デンカオセーン・カオウィチット（タイ、ボクシング）
- 8月27日 - 渡辺俊介（栃木県、野球）
- 8月27日 - カルロス・モヤ（スペイン、テニス）
- 9月1日 - 福西崇史（愛媛県、サッカー）
- 9月10日 - グスタボ・クエルテン（ブラジル、テニス）
- 9月13日 - 武田美保（京都府、シンクロナイズド・スイミング）
- 9月21日 - 舞風昌宏（青森県、相撲）
- 9月22日 - ロナウド（ブラジル、サッカー）
- 9月26日 - 永田睦子（長崎県、バスケットボール）
- 9月26日 - ミヒャエル・バラック（ドイツ、サッカー）
- 9月27日 - フランチェスコ・トッティ（イタリア、サッカー）
- 9月28日 - エメリヤーエンコ・ヒョードル（ウクライナ、格闘家）
- 9月29日 - アンドリー・シェフチェンコ（ウクライナ、サッカー）
- 10月9日 - 栗原圭介（福岡県、バレーボール）
- 10月14日 - 不動裕理（熊本県、ゴルフ）
- 10月15日 - 白井英治（山口県、競艇）
- 10月19日 - 今田竜二（広島県、ゴルフ）
- 10月19日 - マイケル・ヤング（アメリカ、野球）
- 10月21日 - 髙山樹里（神奈川県、ソフトボール）
- 10月26日 - ジェレミー・ウォザースプーン（カナダ、スピードスケート）
- 10月29日 - 米倉加奈子（東京都、バドミントン）
- 11月5日 - 井上謙二（京都府、レスリング）
- 11月6日 - 藤田敦史（福島県、マラソン）
- 11月7日 - マーク・フィリプーシス（オーストラリア、テニス）
- 11月9日 - 栃東大裕（東京都、相撲）
- 11月13日 - 棚橋弘至（岐阜県、プロレス）
- 11月23日 - 茶野隆行（千葉県、サッカー）
- 11月25日 - ドノバン・マクナブ、（アメリカ、アメリカンフットボール）
- 12月1日 - 許銘傑（台湾、野球）
- 12月7日 - ブノワ・トレルイエ（フランス、レーシングドライバー）
- 12月9日 - 福永祐一（滋賀県、競馬）
- 12月15日 - 大村加奈子（京都府、バレーボール）
- 12月16日 - 佐藤修（兵庫県、ボクシング）
- 12月23日 - ジルベルト・ゴドイフィリョ（ブラジル、バレーボール）

## 死去
- 3月12日 - 天知俊一（兵庫県、野球、*1903年）
- 4月26日 - カール・シェーファー（オーストリア、フィギュアスケート、*1909年）
- 6月16日 - 井野川利春（岡山県、野球、*1908年）
- 6月23日 - ウィリアム・デハート・ハバード（アメリカ、陸上競技、*1903年）
- 11月9日 - ゴットフリート・フォン・クラム（ドイツ、テニス、*1909年）
- 11月9日 - アルマ・タイペール（フィンランド、陸上競技、*1890年）